# メルコグループ
株式会社メルコグループ（英: MELCO GROUP INC.）は、東京都千代田区に本社を置く日本の持株会社。
本項では、かつてバッファロー（初代）の流を汲むメルコホールディングスについても述べる。

## 概要
メルコグループは同社の親会社のマキスホールディング（オランダ）を最終親会社とする「マキスグループ」の中核企業であり、コンピュータ周辺機器メーカーであるバッファロー、パソコンの部品メーカーであるシー・エフ・デー販売、ITサービスを提供するバッファロー・IT・ソリューションズ等を傘下に持つ持株会社である。
「メルコ」を冠した子会社が存在する三菱電機グループとは関係ない。社名「メルコ」の由来についてはバッファローの項を参照。

## 沿革

### メルコホールディングスの設立
メルコHDはもともと創業家の資産管理会社として、1986年7月1日に有限会社バッファローの商号で設立された。
2003年5月13日、メルコは持株会社体制に移行する方針を発表した。この発表に先立ち、5月7日にバッファロー（初代）はメルコホールディングスに商号を変更。10月1日にメルコのグループ統括業務を承継し、同社はバッファロー（二代）に商号を変更。同時に株式交換により、バッファローを完全子会社とした。

### シマダヤのスピンオフ上場に伴うグループの再編
2023年1月23日、株式分配型スピンオフにおける税制優遇措置を利用し、シマダヤを分離・上場させる方針を発表した。以下の再編に先立ち、7月1日にはメルコホールディングスの親会社であるマキスが株式会社メルコグループに商号を変更した。
2024年10月1日、シマダヤの全株式を株主に現物配当し、同社は東証スタンダード市場に上場した。
2025年4月1日、メルコHDはバッファロー（二代目）を吸収し、株式会社バッファロー（三代）に商号を変更する。メルコグループは引き続きバッファロー及びシマダヤの株式の一部を保有し、両社の親会社として資本関係を維持する。

## 年譜
- 1986年（昭和61年）7月1日 - 有限会社バッファローとして設立。牧誠が代表取締役社長に就任[10]。
- 1999年（平成11年）10月 - 株式会社バッファロー（初代）に改組[10]。
- 2003年（平成15年）5月7日 - 株式会社メルコホールディングスに商号を変更[11]。
- 2003年（平成15年）10月1日 - 以下の企業組織再編により、持株会社体制に移行。

1. メルコのグループ統括業務を承継。事業会社としてのメルコはバッファロー（二代）に商号変更。
2. 株式交換により、バッファロー（二代）を完全子会社化。同時に、メルコHDは東証と名証の各第一部市場に株式を上場。
3. 子会社として、メルコオンラインエンターテインメントを設立[10]。

- 2004年（平成16年）3月 - バッファロー（二代）よりシー・エフ・デー販売、巴比禄股分有限公司、Buffalo Technology (USA), Inc.（現・Buffalo Americas, Inc.）、Buffalo Technology UK Limited、Buffalo Technology Ireland Limitedの全株式を取得[10]。
- 2004年（平成16年）6月 - バッファロー（二代）よりバッファロー物流、バッファローリース、オリーブルネットの全株式を取得[10]。
- 2004年（平成16年）6月 - 完全子会社として、メルコパーソネルサポートを設立[10]。
- 2004年（平成16年）8月 - アイルランドのクレア県シャノン（英語版）に現地法人として、Melco Asset Management Limitedを設立[10]。
- 2004年（平成16年）12月 - 完全子会社として、エム・ティー・エスを設立[10]。
- 2006年（平成18年）4月20日 - 連結子会社のメルコオンラインエンターテインメントが、リバティシップに商号変更[10]。
- 2007年（平成19年）3月16日 - 財団法人メルコ学術振興財団（現・公益財団法人牧誠財団）を設立[12]。
- 2007年（平成19年）4月17日 - アーベルの株式の57.9%を取得[13]。
- 2007年（平成19年）5月1日 - 連結子会社のエム・ティー・エスが、バッファロー・IT・ソリューションズに商号を変更[14]。
- 2007年（平成19年）8月1日 - 連結子会社の商号変更を実施。

1. アーベルが、バッファローコクヨサプライに[15]。
2. オリーブルネットが、バッファローダイレクトに[16]。

- 2008年（平成20年）4月8日 - オランダ法人として、Buffalo EU B.V.を設立[16]。
- 2008年（平成20年）7月 - 英国法人のBuffalo Technology UK Limitedが持分の36%を出資する関連会社として、Buffalo AdvanTec FZCOを設立[17]。
- 2009年（平成21年）3月 - 名古屋市南区に本社を移転[18]。
- 2009年（平成21年）9月21日 - 資産管理会社として、合同会社マキス（現・株式会社メルコグループ）を設立[19]。
- 2010年（平成22年）2月1日 - アイ・オー・データ機器、デジオンと共同で、一般社団法人デジタルライフ推進協会を設立[20]。
- 2010年（平成22年）9月 - 名古屋市中区大須の赤門通ビルに本社を移転[21]。
- 2010年（平成22年）11月 - 中国北京市法人として、美禄可（北京）商貿有限公司を設立[21]。
- 2011年（平成23年）10月3日 - バッファローメモリ（旧ジェイ・ディ・エスより変更）の全株式を取得[22]。
- 2012年（平成24年）2月 - 香港法人として、巴法絡（亞洲）有限公司を設立[23]。
- 2012年（平成24年）3月 - ブラジル法人として、Buffalo Tech Do Brasil Ltdを設立[24]。
- 2012年（平成24年）4月1日 - 連結子会社のバッファロー（二代）が、バッファローコクヨサプライを吸収合併[25]。
- 2013年（平成25年）5月30日 - シンガポール法人として、Melco Capital Pte. Ltd.を設立[26]。
- 2013年（平成25年）5月 - 海外子会社の全株式を、バッファロー（二代）に譲渡[17]。
- 2013年（平成25年）8月 - 米国法人のBuffalo Technology (USA), Inc.が、Buffalo Americas, Inc.に商号を変更[17]。
- 2014年（平成26年）2月3日 - 金融持株会社として、メルコフィナンシャルホールディングス（メルコFH）を設立[26]。
- 2014年（平成26年）3月1日 - 金融子会社として、メルコインベストメンツ（メルコFH 100.0%）を設立[26]。
- 2014年（平成26年）6月30日 - バイオスの全株式を取得[27]。
- 2015年（平成27年）4月1日 - 連結子会社のバッファロー（二代）がバッファロー物流と、メルコパーソネルサポートを吸収合併[28]。
- 2015年（平成27年）4月 - Buffalo Technology UK Limitedの事業を、Buffalo EU B.V.に統合[17]。
- 2015年（平成27年）11月30日 - デジオンの株式の34%を取得[29]。
- 2016年（平成28年）4月15日 - 完全子会社として、メルコシンクレッツを設立[30]。
- 2016年（平成28年）4月27日 - シマダヤの株式の22.7%を取得[31][注釈 1]。
- 2017年（平成29年）2月16日 - アドバンスデザインの株式の66.7%を取得[33]。
- 2017年（平成29年）2月28日 - MAMORIOの株式の23.2%を取得[34]。
- 2017年（平成29年）3月6日 - 株式交換により、アドバンスデザインを完全子会社化[33]。
- 2017年（平成29年）10月 - 東京都中央区に東京本社を設置し、東京本社・名古屋本社の二本社制に移行[35]。
- 2018年（平成30年）1月1日 - 連結子会社のバッファロー（二代）が、バッファローメモリを吸収合併[36]。
- 2018年（平成30年）2月1日 - 連結子会社のバッファロー（二代）が、バッファローダイレクトを吸収合併[37]。
- 2018年（平成30年）3月30日 - AOSデータの株式の一部を取得[38]。
- 2018年（平成30年）4月1日 - 株式交換により、シマダヤを完全子会社化[39]。
- 2018年（平成30年）12月 - 完全子会社として、トゥーコネクトを設立[40]。
- 2019年（令和元年）8月1日 - 株式交換により、デジオンを完全子会社化[41]。
- 2019年（令和元年）9月 - 千代田区丸の内のパシフィックセンチュリープレイス丸の内に東京本社を移転[42]。
- 2021年（令和3年）7月6日 - AOSデータの第三者割当増資に伴い、同社を持分法適用会社から除外[43]。
- 2021年（令和3年）11月17日 - セゾン情報システムズ（現・セゾンテクノロジー）の株式の27.71%を取得[44][45]。
- 2022年（令和4年）4月4日 - 東証と名証の市場区分再編に伴い、東京はプライム市場に、名古屋はプレミア市場に上場区分を移行[46]。
- 2022年（令和4年）11月18日 - 連結子会社のメルコFHがMelco Capital Pte. Ltd.の全株式を、Makis Holding B.V.に譲渡[47]。
- 2022年（令和4年）12月31日 - 連結子会社のメルコFHと、メルコインベストメンツを解散[47]。
- 2023年（令和5年）6月26日 - 監査等委員会設置会社に移行[48]。
- 2023年（令和5年）7月1日 - 株式会社メルコグループに改組[49]。
- 2023年（令和5年）7月 - メルコグループの完全子会社として、VCトライデンツホールディングスを設立[50]。
- 2023年（令和5年）10月20日 - 市場区分の選択申請に伴い、東証スタンダード市場に指定替え[51]。
- 2024年（令和6年）3月21日 - セゾン情報システムズの株式の一部を売却、同社を持分法適用会社から除外[52]。
- 2024年（令和6年）4月23日 - メルコグループが、青森スポーツクリエイションの全株式を取得[53]。
- 2025年（令和7年）4月1日 - 連結子会社のメルコHDがバッファロー（二代）を吸収合併のうえ、バッファロー（三代）に商号変更[54][55]。

## 関連企業・団体

### 連結子会社
- 株式会社バッファロー
  - Buffalo Americas, Inc.
  - Buffalo EU B.V.
  - Buffalo AdvanTec FZCO
  - 巴比禄股分有限公司
  - 美禄可（北京）商貿有限公司
  - 巴法絡（亞洲）有限公司
- シー・エフ・デー販売株式会社
- 株式会社バイオス
- メルコシンクレッツ株式会社
- 株式会社バッファロー・IT・ソリューションズ
- アドバンスデザイン株式会社
- 株式会社デジオン
- 株式会社トゥーコネクト
- 株式会社ライフェンリッチ

### 持分法適用会社
- MAMORIO株式会社

### その他
- シマダヤ株式会社
  - シマダヤ関東株式会社
  - シマダヤ東北株式会社
  - シマダヤ西日本株式会社
- 株式会社VCトライデンツホールディングス
  - 株式会社VC長野クリエイトスポーツ
- 青森スポーツクリエイション株式会社
- AOSデータ株式会社
- 株式会社セゾンテクノロジー
- 公益財団法人牧誠財団

### 過去の関連企業・団体
- 株式会社バッファローコクヨサプライ
- 株式会社バッファロー物流
- 株式会社メルコパーソネルサポート
- 株式会社バッファローリース
- 株式会社バッファローメモリ
- 株式会社バッファローダイレクト
- Melco Capital Pte. Ltd.
- メルコフィナンシャルホールディングス株式会社
- メルコインベストメンツ株式会社